# Бланк, Михаил Ильич
Михаил Ильич Бланк (1898 — 2 сентября 1941) — советский военачальник, командир 15-го стрелкового корпуса, полковник (1939 год).

## Биография
Переехал с еврейской семьёй в Лубны, где отец работал приказчиком в магазине.
С сентября 1916 до лета 1917 года служил в царской армии, демобилизован в связи с туберкулёзом.
В августе 1918 года вступил в РККА. Политбойцом в составе кавалерийского полка воевал с немцами, с бандами атаманов Ангела и Григорьева. Затем в качестве военкома артиллерийской батареи принимает участие в боях с войсками Деникина, наступавшими на Москву. В боях получил ранение в голову, но отказался уйти в госпиталь, оставшись со своими бойцами. В октябре 1919 года направился на учёбу на артиллерийские курсы в Москву. В феврале 1920 года заболел сыпным тифом, но через три месяца снова в РККА, военком 49-го кавалерийского полка. Осенью 1920 года участвовал в освобождении Крыма от войск Врангеля. В июне 1920 года военком отдельной конной батареи, отправляется на Польский фронт в составе 14-й армии. В боях на реке Збруч получил ранение и снова остался в строю. С марта 1921 года военком 1-го кавалерийского полка 2-й кавалерийской Туркестанской дивизии. Затем военком кавалерийской бригады.
С января 1922 по август 1926 года командир взвода учебной дивизионной школы, командир эскадрона 51-го кавалерийского полка, командир полковой школы, начальник штаба полка в 9-й дивизии. В 1926—1929 годах учился в Военной Академии РККА имени М. В. Фрунзе. С июня 1929 по ноябрь 1930 года начальник оперативного отдела 1-го кавалерийского корпуса Украинского военного округа. Затем был преподавателем тактики на Высших кавалерийских курсах командного состава в Новочеркасске. С ноября 1931 года начальник отделения в оперативном отделе Северокавказского военного округа. С марта 1935 года начальник отделения в оперативном отделе Среднеазиатского военного округа.
22 июля 1938 года был уволен из рядов РККА, репрессирован (но, вероятно, не арестован), однако реабилитирован, и в январе 1939 года восстановлен в рядах армии.
В сентябре 1939 года помощник начальника штаба 13-го стрелкового корпуса, в этом качестве участвует в Польском походе. В августе 1940 года начальник штаба 87-й стрелковой дивизии, расквартированной в районе Владимир-Волынского, находился в должности до 25 июня 1941 года.
После гибели командира дивизии Ф. Ф. Алябушева, до 20 августа 1941 года являлся командиром 87-й стрелковой дивизии. 1 июля 1941 года примерно 200 командиров и красноармейцев 87-й стрелковой дивизии вышли из окружения; полки сохранили боевые знамёна.
2 сентября 1941 года погиб в бою во время битвы за Чернигов.

### Звания
- майор (сентябрь 1935 года);
- полковник (ноябрь 1939 года).

### Награды
- орден Красного Знамени;
- медаль «XX лет РККА».

## Память
Улица Бланка в Чернигове.